# Paisatge lingüístic

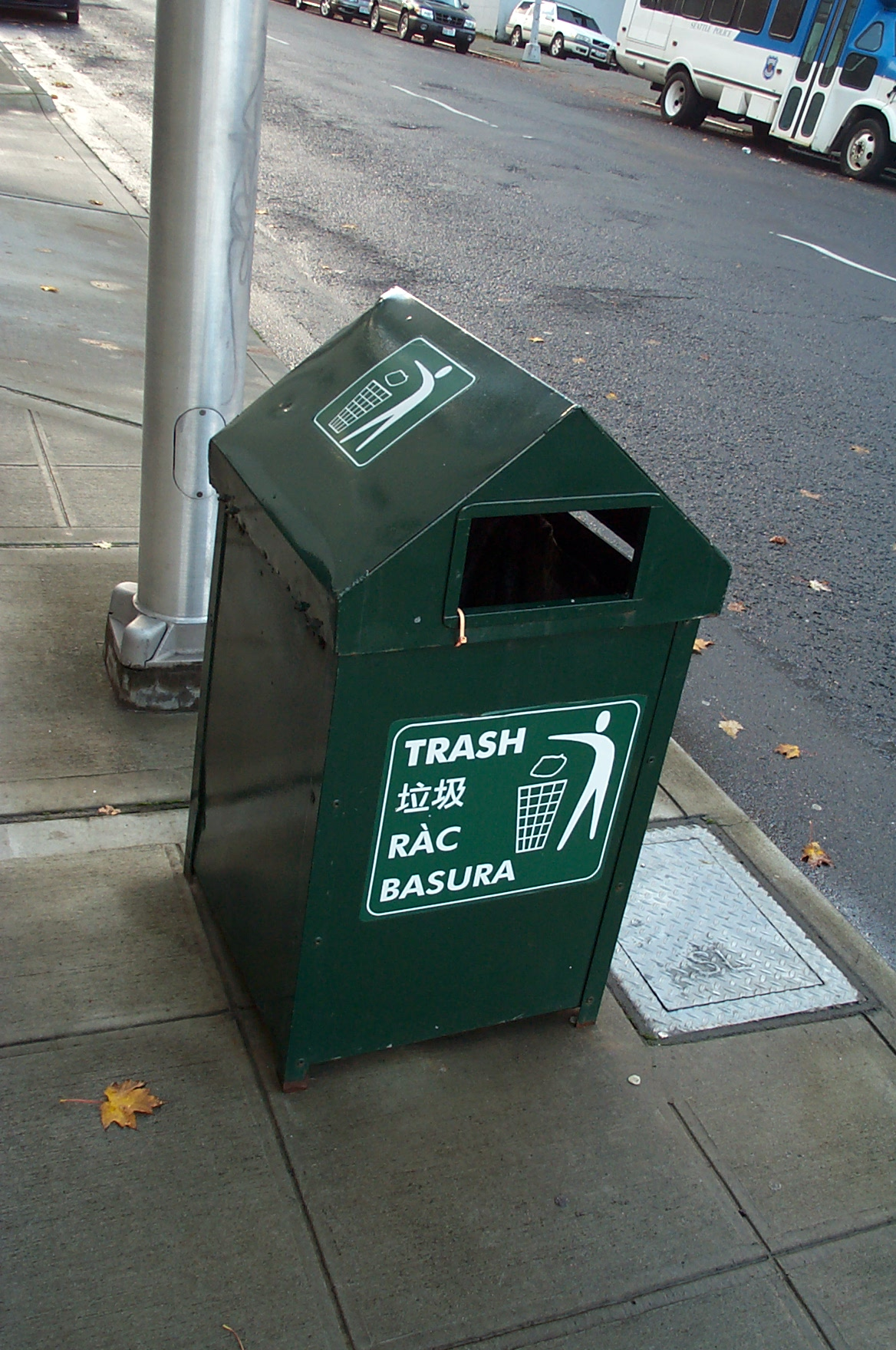
Una paperera a Seattle retolada en quatre idiomes: anglès, xinès, vietnamita i espanyol.

El paisatge lingüístic va ser definit per Landry i Bourhis com “la visibilitat i rellevància dels idiomes en els anuncis públics i comercials en un determinat territori o regió” en un treball pioner sobre els usos lingüístics escrits en l'espai públic del Quebec. Després d'aquest estudi se n'han realitzat diversos en contextos ben diferents arreu del món.
Aquests autors creuen que el paisatge lingüístic d'un territori, regió o ciutat està construït per la combinació de la llengua emprada en els anuncis i rètols comercials, dels carrers, de les carreteres, dels edificis públics i altres textos escrits a la via pública. El concepte de paisatge lingüístic també s'ha utilitzat posteriorment per referir-se a l'anàlisi de la situació lingüística d'un país o regió o la presencia de diverses llengües en una àrea concreta i relaciona el paisatge lingüístic amb altres expressions com la diversitat lingüística, l'ecologia de les llengües o el mercat lingüístic.
Landry i Bourhis distingeixen entre les funcions informativa i simbòlica dels rètols i textos escrits a la via pública. La funció informativa marca les fronteres territorials d'un grup lingüístic, ja que indica que una o diverses llengües poden utilitzar-se en la comunicació. La funció simbòlica es refereix al valor i estatus de les llengües tal com les percep un grup en comparació amb els altres grups. Per aquests motius el paisatge lingüístic ens mostra la vitalitat de les llengües i pot considerar-se com una font d'informació addicional del context sociolingüístic que pot completar la informació que s'obté dels censos, entrevistes o enquestes sociolingüístiques. Per norma general la llengua dominant d'una comunitat serà la més utilitzada en el paisatge lingüístic. Aquest paisatge també ens proporciona informació de la identitat dels grups lingüístics que utilitzen llengües diferents i contribueixen a la diversitat lingüística.

## El plurilingüisme al paisatge lingüístic
L'estudi del paisatge lingüístic ens constata que el plurilingüisme és un fenomen habitual i que és fruit de diversos factors com moviments de tipus històric, polítics, religiosos i econòmics, el creixement de les comunicacions entre diferents parts del planeta, l'interès per mantenir i revitalitzar les llengües minoritàries… El plurilingüisme que s'observa en un paisatge lingüístic determinat ens constata que coexisteixen diferents llengües. Això en el context europeu es considera un recurs important, i per a la Comissió Europea les diferents llengües són una font de riquesa i un pont cap a la solidaritat i la comprensió mútua.

## Tipologies
Els paisatges lingüístics han estat classificats segons les causes i les característiques de cadascun, i Muñoz Carrobles els divideix els següents: 
1. Paisatge produït pel bilingüisme social, i posa d'exemple Sant Sebastià, al País Basc, on els rètols són en castellà i en èuscar.
2. Paisatge produït per la immigració o un paisatge en el qual hi ha cartells en idiomes no oficials d'un país, hi ha exemples a totes les grans ciutats del món.
3. Paisatge produït pel cosmopolitisme i la globalització, és a dir, un paisatge on hi són presents les llengües internacionals.
4. Paisatge turístic, on es veuen cartells didàctics per a turistes en els idiomes que es creu que els seran útils.